# 廣東陸軍速成學校
廣東陸軍速成學校是廣東近代一所著名的軍事院校，原由清朝為編練新式陸軍，加強邊防而設的軍事學校演變而来。
“廣東武備學堂”（廣東陸軍中學堂）於光緒二十八年（1902年）成立，位於廣州黃埔水陸師學堂舊址。總辦侯魏瀚，下設總教習、教習和助教。
光緒三十年(1904年)三月，兩廣總督岑春煊創辦“廣東隨營將弁學堂”，位於廣州大東門外北橫街。總辦李湛陽（後汪聲齡、王瑚等）。
光緒三十二年（1906年）五月，為編練新軍培養初級軍官，清政府令廣東成立陸軍速成學堂。兩廣總督周馥將“廣東陸軍中學堂”與“將弁學堂”合併，改為“廣東陸軍速成學堂”，延用“廣東隨營將弁學堂”的校址。陸軍速成學堂的學生著名的有：蘇慎初、姚雨平、李济深、陳章甫、張酹村、張我權、何克夫、林震、劉古香、莫雄、林樹巍等。
廣東陸軍講武堂於宣統元年（1909年）七月，由“廣東陸軍速成學堂”改辦，總辦韋汝聰。校址仍留在廣州大東門外北橫街，主要是為現任軍官研究軍事學而開設。民國元年（1912年）廣東都督胡漢民將該學堂改名為“廣東陸軍速成學校”。至龍濟光據粵時下令停辦。
廣東陸軍速成學校畢業生中有鄧演達、陳濟棠（1913届）、张云逸（1914届）、鄧世增、李揚敬、林時清、鍾繼業、孔可權、梁岱、張之英、黄健生、丘肇周、林子雲、楊幼敏、雲瀛橋、何經詒、陳仲英、梁岱（第十四军参谋长）等。